# Iwan Alexandrowitsch Pronin
Iwan Alexandrowitsch Pronin (russisch Иван Александрович Пронин; * 2. Oktober 1982 in Wolgograd) ist ein ehemaliger russischer Handballspieler.
Der 1,92 Meter große und 102 Kilogramm schwere mittlere Rückraumspieler spielte bei GK Kaustik Wolgograd und von September 2007 bis 2009 bei Wisła Płock. Mit diesen Vereinen spielte er in den Spielzeiten 2000/01, 2004/2005, 2005/2006 und 2007/2008 im Europapokal der Pokalsieger, 2008/2009 in der EHF Champions League, und 2006/2007 im EHF Challenge Cup. Ab 2009 stand er bei GK Newa St. Petersburg unter Vertrag. 2012 wechselte er in die Ukraine zu HK Dinamo Poltawa, schloss sich aber bereits im September 2012 ZTR Saporischschja an. Mit ZTR gewann er 2013 den ukrainischen Pokal. Von 2014 bis 2016 spielte er noch in Russland für SGAU-Saratow.
Iwan Pronin stand im vorläufigen Aufgebot der russischen Nationalmannschaft für die Europameisterschaft 2010, wurde aber nie für ein großes Turnier berufen.